# Fort Saskatchewan
Fort Saskatchewan ist eine Stadt in der kanadischen Provinz Alberta. Sie liegt 25 km nordöstlich von Edmonton am North Saskatchewan River. Die umgebende Landschaft ist Teil der auch als Aspen Parkland bezeichneten Ökoregion.

## Geschichte

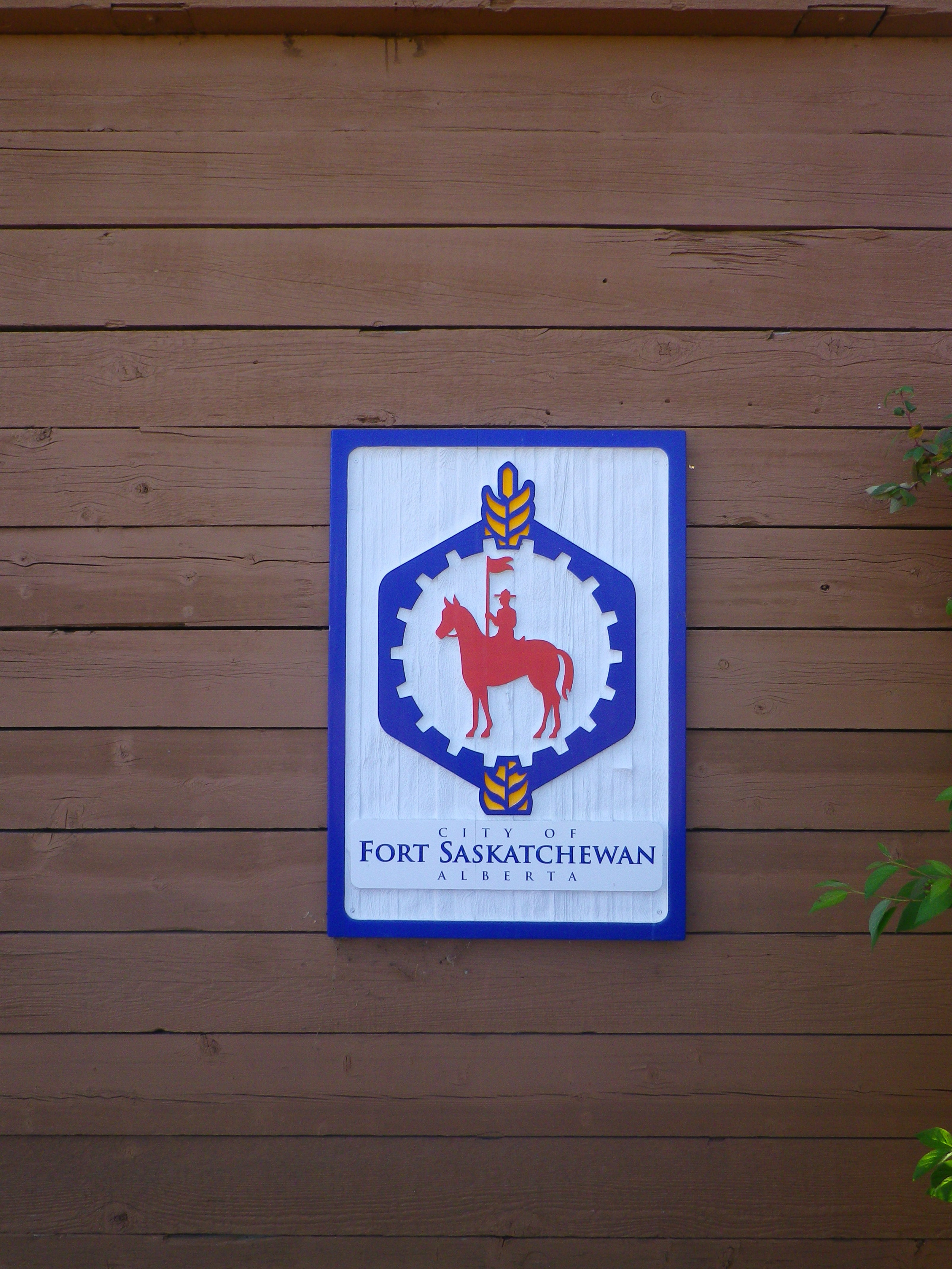
Wappen und Schriftzug der Stadt.

1795 errichteten die North West Company und die Hudson’s Bay Company nahe der Mündung des Sturgeon River in den North Saskatchewan River zwei Handelsstationen für den Pelzhandel (das Fort Augustus und das Edmonton House). Der Ort war anfangs als Sturgeon Creek Post bekannt, wechselte aber bald den Namen zu Fort Saskatchewan. 1808 wurde das Fort auf das Gebiet des heutigen Edmonton verlegt und nach dem Zusammenschluss der beiden Handelsgesellschaften 1821 wurde nur noch die Handelsstation der Hudson’s Bay Company und der Name Fort Edmonton beibehalten. 1875 wurde von der North West Mounted Police auf dem Gebiet der heutigen Stadt Fort Saskatchewan ein Fort angelegt.
Im Jahr 1899 bekam Fort Saskatchewan den Status einer Ortschaft, 1904 den einer Kleinstadt (Town) und 1985 den einer Stadt (City).

## Sehenswürdigkeiten
Das Fort Saskatchewan Museum befindet sich in einem historischen Gebäude im Zentrum der Stadt auf dem Gelände des ehemaligen Forts.

## Söhne und Töchter der Stadt
- Henry Norwest (1881–1918), Scharfschütze im Ersten Weltkrieg
- Sandra Jenkins (* 1961), Curlerin
- Allen Pedersen (* 1965), Eishockeyspieler und -trainer
- Ray Whitney (* 1972), Eishockeyspieler
- Mike Commodore (* 1979), Eishockeyspieler
- Evangeline Lilly (* 1979), Schauspielerin
- Joffrey Lupul (* 1983), Eishockeyspieler